# جانيت أرنولد
جانيت أرنولد (بالإنجليزية: Janet Arnold)‏ هي مصممة أزياء تقليدية ومؤرخة بريطانية، ولدت في 6 أكتوبر 1932 في برستل في المملكة المتحدة، وتوفيت في 2 نوفمبر 1998 في لندن في المملكة المتحدة.